# GUNDAM G之复国运动
《高达 Reconguista in G》（日語：ガンダム Gのレコンギスタ）是一部由富野由悠季執导、2014年10月2日由每日放送首播的日本电视动画作品。

## 概述
本作品為了包含《SD鋼彈FORCE》與《SD 鋼彈三國傳BraveBattleWarriors》在內的《机动战士GUNDAM》系列第16部电视动画作品（未算入独立小说、游戏、剧场版、OVA）。作为GUNDAM系列35周年的庆祝活动之一，本作也是日本电视动画《机动战士GUNDAM》系列首部作品的原作者兼导演富野由悠季自1999年《∀GUNDAM》以來，再度执导的GUNDAM系列電視動畫新作。在10月開播之前，8月與9月還將分別於電影院以及網路進行前3集特別編輯版本的先行公開。10月開播時，將前兩話組合在一起播放。
本作原案為GUNDAM ACE 2010年12月所發表的短篇小說《希冀啟動的首都G之物語》（はじめたいキャタピルGの物語），是一個以轨道电梯為主要世界觀，而會跳脫過去自身所創作以宇宙殖民地為指標之宇宙世紀的故事。2014年3月20日，BANDAI在日本東京都御台場所舉行的機動戰士GUNDAM35周年發表會上正式發表了本作將於2014年秋天公開的消息，導演富野並在會上說明其標題命名根據：「Reconguista」是從西班牙語「reconquista」（收復失地運動）所轉化；而「G」指的既是GUNDAM、也是大地（=GROUND），同時也是日文的「元氣」（=GENKI，活力之意）。
本作的舞台由於不同於既往系列，因此並非使用「宇宙世紀」，而是改用「復新世紀」(Regild Century, R.C.)，是接續宇宙世紀的新世紀。角色设计为曾经制作过、《交响诗篇》等作品，并负责《机动战士GUNDAM UC》原画的吉田健一。

## 故事簡介
宇宙移民與宇宙戰爭的歷史—宇宙世紀（U.C.,Universal Century）終結後，時光飛逝，人們迎來新的歷史復興世紀（R.C.,Regild Century），並開始繁榮與和平的生活。
RC1014年，聳立大地、連接地球和宇宙的軌道天梯「中樞塔」，從宇宙中為人類帶來作為地球能量之源的光子電池（Photon Battery），故被視為聖地。其守護組織「中樞衛隊」候補生貝爾利・傑納姆在初次飛行的時候遭到所屬不明的MS「G-Self」攻擊。貝爾利使用作業用MS「雷克汀」與其交戰並成功捕獲。然而「G-Self」的駕駛者，名為艾妲·雷哈頓的宇宙海賊少女卻對貝爾利產生某種感覺，不滿足特定條件便不會啟動的「G-Self」亦對貝爾利產生某種反應。宇宙海賊和艾妲的目的、被「G-Self」選中的貝爾利的命運、令RC全體動搖的真相――這一切只不過是Reconguista的開始。

## 登场人物

### 主要人物
貝爾利·傑納姆／貝爾利・謝納姆(港)（Bellri Zenam，聲：（日）石井馬克；（港）曹啟謙）
宇宙電梯守護組織「中樞衛隊」旗下的飛行員候補生。擁有天才般的能力，是跳了兩階級的跳級生。
能讓G-SELF啟動的3人之其中一人。
艾達·休岡／艾達·蘇露甘(港)（Aida Surugan，聲：（日）嵨村侑；（港）劉惠雲）
加入海盜部隊的少女，是G-ARCANE的專用駕駛員。在貝爾利等人面前使用「艾達‧雷肯頓」的偽名。
能讓G-SELF啟動的3人之其中一人。

### 中樞區
拉拉雅・曼蒂/拉拉雅·亞克伯爾／娜拉雅・曼地(港) / 娜拉雅‧亞古柏爾(港)（Raraiya Monday/Raraiya Akuparl，聲：（日）福井裕佳梨；（港）羅孔柔）
突然搭乘G-SELF出現在地球的謎之少女。
是可以啟動G-SELF的其中一人。
諾蕾德·娜古／蘿蕾度・拿古(港)（Noredo Nug，聲：（日）壽美菜子；（港）張頌欣）
聖花學園的學生，啦啦隊成員。對貝爾利抱有好感，故經常跟著貝爾利行動。
很會照顧人，因此負責照顧失去記憶的娜拉雅。
鲁因·李／魯因・利(港)（Luin Lee，聲：（日）佐藤拓也；（港）李鎮然）
中樞衛隊培訓學校的訓練生。貝爾利的同學，成績非常優秀、堪稱第一名。馬妮的男朋友。
雖然個性成熟而且很會照顧人，但內心卻因為自己身為下層階級住民而感到複雜。
馬妮·安巴薩達(港)（Manny Ambassada，聲：（日）高垣彩陽；（港）陳皓宜）
鲁因的女朋友。
跟蘿蕾度一样是聖花学園的学生，也是啦啦隊的隊長。
威爾米特・傑納姆／威爾密特・謝納姆(港)（Wilmit Zenam，聲：（日）田中敦子；（港）黃玉娟）
貝爾利的母親，中樞塔運行長官。爲了遵從宇宙臍帶教，對打破禁忌的人進行嚴格的處理。
蓋爾・崔密緹斯特斯・拿古(港)（Gel Trimedestus Nug，聲：（日）藤真秀；（港）張錦江）
宇宙臍帶教的法皇。在中樞塔下的教會中布教。
諾貝爾／蘿貝爾(港)（Nobell，聲：（日）高垣彩陽；（港）陳皓宜）
本作的Haro，被稱為哈囉嗶/哈囉B(港)的環境確認用機器人。
德蘭森・薩馬達／德蘭森・沙瑪達(港)（Dellensen Samatar，聲：（日）小山剛志；（港）周倚天）
中樞衛隊養成學校教官，被軍方徵召與海盜部隊交戰。駕駛卡達斯向海盜部隊發出挑戰。
卡爾貝斯・悠(港)（Kerbes Yoh，聲：（日）須田祐介；（港）鄧志堅）
德蘭森的部下，同樣是中樞衛隊養成學校教官。
昆帕・盧西塔／昆巴・盧斯達(港)（Cumpa Rusita，聲：（日）廣瀬彰勇；（港）張炳強）
中樞衛隊調查部大佐，背後牽引著中樞軍的建立。
裘岡／祖勤・曼斯特朗(港)（Jugan Mainstrom，聲：（日）諏訪部順一；（港）蕭徽勇）
中樞衛隊司令，非常不信任亞美利亞和維納斯軍。
面具／鐵面上尉(港)（Mask，聲：（日）佐藤拓也；（港）李鎮然）
中樞軍成員，總是戴著面具的神祕男子。面具有显示器和探測器的功能。
貝克／碧加・沙達姆(港)（Becker Shadam，聲：（日）姫野惠二；（港）陳耀楠）
性格好戰的中樞軍士官，軍銜大尉。
芭拉拉・佩羅／芭拉娜・佩奧(港)（Barara Peol，聲：（日）中原麻衣；（港）何寶珊）
中樞軍駕駛員，鐵面的心腹部下，軍銜中尉。

### 亞美利亞

#### 亞美利亞軍
祖尼基／祖基利・尼基利(港)（Zuchini Nicchini，聲：（日）小島敏彥；（港）盧國權）
亞美利亞軍總統，古廉的父親。
古辛・休岡／古薛安・蘇露甘(港)（Gusion Surugan，聲：（日）木下浩之；（港）朱子聰）
亞美利亞軍總監，艾達的父親。
米克・傑克／美克・積克(港)（Mick Jack，聲：（日）雞冠井美智子；（港）曾佩儀）
亞美利亞軍飛行員。補給部隊護衛等，支援海盜部隊。

#### 海盜部隊
唐耶爾・托斯(港)（Donyell Tos，聲：（日）辻親八；（港）陳永信）
海盜部隊艦長。與卡希爾共同策劃光子電池搶奪戰。
副長（聲：（日）諏訪部順一；（港）黃啟昌）
米加梵納副艦長，軍銜中尉。
史提厄／史緹亞(港)（Steer，聲：（日）ミシェル・ユミコ・ペイン；（港）陳琴雲）
米加梵納的操舵士，軍銜上等兵。
吉瑟拉／吉澤拉(港)（Gisela，聲：（日）佐竹海莉；（港）陸惠玲）
米加梵納的雷達管制員。軍銜少尉。
卡希爾・桑特／卡希爾・聖特(港)（Cahill Saint，聲：（日）森川智之；（港）陳廷軒）
亞美利亞軍上尉，策劃中樞塔制壓作戰的人物。
克寧・尼克／古廉・尼克(港)（Klim Nick，聲：（日）逢坂良太；（港）李致林、黃積權（代配））
真正身份為亞美利亞總統之子，軍銜中尉，有着天才般的MS操作技術、非常想要出頭天的青年。
哈朋／哈帕(港)（Happa，聲：（日）鈴木千尋；（港）劉昭文）
米加梵納的天才機械師。擁有包括亞美利亞軍的機動戰士，未知的機體的G-SELF在內的整備實力。軍銜中尉。
亞當・史密斯／亞當・史密夫(港)（Adams Smith，聲：（日）かぬか光明；（港）葉振聲）
米加梵納的机组首席。
鸾／路安(港)（Luan，聲：（日）長谷川芳明；（港）李安邦）
米加梵納的飛行員。格里摩亞的駕駛員。軍銜少尉。
奧利弗／奧利華(港)（Oliver，聲：（日）増元拓也；（港）李震權）
米加梵納的飛行員。格里摩亞的駕駛員。

### 永賀軍 / 多華申加(港)
諾度・德瑞特／諾度・多烈特(港)（Noutu Dorette，聲：（日）水野龍司；（港）招世亮）
多華申加的名門家主，多華申加艦隊總司令，搭乘旗艦畿內亞比紹。
特伯・布羅欽／他堡・布洛堅(港)（Turbo Brockin，聲：（日）滝知史；（港）潘文柏）
多華申加艦隊指揮官，軍銜大佐。交涉團的成員之一。
馬修納・休姆／瑪絲拿・賀姆(港)（Mashner Hume，聲：（日）高橋智秋；（港）魏惠娥）
多華申加艦隊指揮官，軍銜中佐。交涉團的成員之一。
洛克帕·蓋蒂／洛克帕・蓋提(港)（Rokkupie Getty，聲：（日）平野潤也；（港）李凱傑）
多華申加艦隊王牌駕駛員，性格好戰。對瑪絲拿十分忠誠。
林格・隆・加曼諾塔／林果・朗・札曼諾達(港)（Ringo Lon Giamanotta，聲：（日）浅沼晋太郎；（港）胡家豪）
多華申加艦隊的MS駕駛員。宇宙臍帶教的信徒。
加雲．麥達拿(港)（Gavan Magdala，聲：（日）稲田徹；（港）劉奕希）
多華申加本國守衛隊加萬隊的隊長。
弗拉米尼娅·加雷／法拉米尼亞・卡尼(港)（Flaminia Kalle，聲：（日）玉川砂記子；（港）林元春）
反對多烈特艦隊實行地球回國作戰（複國運動），反抗組織的成員。娜拉雅故鄉的鄰居。

### 金星軍／維納斯軍(港)
拉·古（La-Gu，聲：（日）子安武人；（港）蘇強文）
維納斯軍中樞羅薩里奧的最高統治人。

#### 基特團／G-IT部隊(茲特部隊)
奇亞·穆貝基（Kia Mbeki，聲：（日）中井和哉；（港）陳欣）
維納斯軍的技術保全局長。茲特部隊的首領。
契卡拉·杜爾／捷卡拉·杜爾(港)（Chickara Dual，聲：（日）杉浦慶子；（港）伍秀霞）
茲特部隊的女性駕駛員。鍛煉身體為愛好的女性。
昆·遜／君·遜(港)（Kun Soon，聲：（日）小清水亞美；（港）鄭麗麗）
茲特部隊的女性駕駛員。崇拜奇亞隊長。
羅森塔爾·柯巴西／羅森塔爾·哥巴斯(港)（Rosenthale Kobashi，聲：（日）諏訪部順一）
茲特部隊的男性駕駛員。出場時搭乘茲哥基魔蟹。

## 登场機體

### G系統
YG-111 鋼彈 G-SELF /鋼彈G自我/ G些路夫(港)（G-Self）
- 簡介：

突如其來的從宇宙降落至大氣圈，不屬於已知任何一個國家的謎樣機體，冠有G之名的鋼彈型機動戰士，由於設計方面讓人聯想到了「G系統」設計理念的基礎，因而由艾達將本機體命名為G-SELF(些路夫)，也就是G的自我之意，實為維納斯星團為偵察地球而製造出來的實驗用機體。必須在擁有某些條件下才能夠起動，目前已知能夠起動本機體的只有貝爾利、艾達以及娜拉雅三人，而貝爾利和艾達各自擁有的相似信物或許是關鍵之一。本機不同於舊時代使用鋼彈合金的機動戰士，而是利用了更具剛性卻又輕量的光子裝甲進行全機打造，機身身上散發青藍色光芒的區塊則為透明狀態的光子裝甲，同時也做為某種顯示裝置且驅動光迴路使用，而平時的發光現象來自於光子能源供給上的剩餘輸出造成的。本機體使用光子電池做為主要動力來源，但不同於其他機動戰士所使用的二代或三代等光子電池，而是擁有最高壓縮蓄能的特別光子電池，這也是本機體與其它機動戰士最大的不同之處。機體可產生出幻影殘象及光子護盾。本機體也能夠以更換武裝背包的方式對應各種戰況，擁有代表七種光譜顏色的七種不同武裝背包裝備，機體顏色也會因應其不同裝備而產生變化（大氣圈與宇宙只算一種光譜）。另外還擁有核心戰機換裝系統，平時作為駕駛艙區塊存在於機身胸腹部位置內，特殊情況下能夠脫離並作為獨立飛行器使用。設定中原有准光速背包及海洋背包，但原作中未使用。
- 武裝：

火神砲
鋼彈 G-SELF的基本裝備，配置位置為頭部，左右兩側各有一門，能夠迅速射擊出連發的光束。
光束軍刀
與光束步槍同為重金屬粒子的運用，以特定範圍的磁場拘束米加粒子並收束成細長的刀刃狀，可以調整出力並有著驚人切斷能力的近距離戰鬥用兵器。配置數量為兩把。
光束步槍
鋼彈 G-SELF的基本裝備之一，原理為將米加粒子收束並加速射出，擁有極為強大破壞力的中距離用射擊兵器。有亞美利亞製造與月球製造，樣式性能幾乎一樣。
盾牌
同為鋼彈 G-SELF的基本裝備之一，最初登場時正是配置此盾牌。與光束步槍一樣，有亞美利亞製造（易損毀的消耗品）與月球製造（配備火神砲並可展開小型I立場吸收光束攻擊）兩種樣式。使用完全背包時配置維納斯星團製造的盾牌（其表面可分離在周圍展開浮游盾）。
- 武裝背包：

大氣圈用背包(Atmospheric Pack)
為高機動標準型背包。最初跟著鋼彈 G-SELF一同登場的裝備，在造型方面顯得簡潔俐落，也由於此裝備的體積不大，因此就算著裝了也依舊在整體上給人一種輕盈的感覺，然而在性能方面，其兩對高出力推進器和八對子推進器賦予了本機大氣圈內極高的機動性能，且能夠輕易的實現大氣圈內飛行。機翼連同兩對主推進器能夠上下改變作用角度，而兩側主翼能夠在非使用狀態時向後收納。設定中主翼上的鐳射筴艙可以自行搜索敵機並進行攻擊，但在劇中沒有使用。此裝備似乎為多華申加解析了「漢密士薔薇設計圖」內的設計資料而製成的裝備，但具體詳細不明。裝備的G-SELF機體不會變色。
宇宙背包(Space Pack)
為高機動標準型背包。受海盜部隊擄獲後，由亞美利亞為其所製的宇宙用替代裝備，有著兩具巨大的可活動式推進器，賦予本機在宇宙空間中的機動性能。雖然說明是宇宙用，但其實在大氣圈的表現也不差。似乎為亞美利亞解析了「漢密士薔薇設計圖」內的設計資料而製成的裝備。型號為BPAM-02，高度12.2公尺。重量4.3公噸。裝備的G-SELF機體不會變色。
反射背包(Reflector Pack)
為防禦試驗型背包。以漢密士薔薇設計圖為基礎，在亞美利亞的加勒比海洋研究所製造的新兵器。擁有能將敵機的光束兵器反射、吸收並無效化的性能(實指將對手攻擊吸收後強化自機的武器出力)，有如光子反應現象一樣。但並不是無限吸收，當其吸收超出負荷時就會碎裂。型號為BPAM-03，裝備的G-SELF機體會轉為紫色。
機巧背包(Tricky Pack)
為干擾試驗型背包。亞美利亞為了給G系統的MS使用而建造的背包。為了摸索在戰場上能有效的擾亂攻擊而製作。使用得當的話，能應用I力場來造成各種眼花撩亂的效果及防禦，也可以發出幻象感應砲以入侵敵機的電腦對其造成影響使它們無法正常運作等。型號尚為不明，裝備的G-SELF機體會轉為粉紅色。
高扭力背包(High Torque Pack)
為高機動近戰用MS動力服型背包。中樞軍所造，但是沒有合適的機體，被認為是多余的東西，被卡爾貝斯帶走做G-SELF的武裝。善長於幫助MS橫向並反覆跳躍的裝備，腳部的傳感器大幅強化，可偵察週邊土壤的軟硬度，可自由脫着並用氣墊移動。型號尚為不明，裝備的G-SELF機體不會變色，但顏色為綠色的背包會覆蓋機身大部份而令機體看起轉為綠色。
突擊背包(Assault Pack)
為火力強化型背包。亞美利亞軍所造的長距離戰鬥用背包，搭載了光子眼、大型光束步槍與導彈艙，可在充滿米諾夫斯基粒子的環境下進行超長程精密射擊，設定中還有大型光束劍。型號為BPAM-05。高度15.5公尺。重量28.9公噸。裝備的G-SELF機體會轉為紅色。
完全背包(Perfect Pack)
由維納斯星團開發，極像是宇宙用背包的升級版本。內藏數種特殊武器，如光子魚雷(反物質飛彈，透過低溫對消以消滅敵人，被擊中的東西會直接消失，而消滅反應所產生的能量會被G-Self回收)、光子探測(散佈黑煙粒子將一定範圍內的光吸收掉，以確認附近有沒有光子反應正，以搜索敵人)、全方位光束(以G-SELF為中心向全方位發射低出力光束，以用於突圍)、牽引光束(發射光束連接對方機體，雖然沒有殺傷力，但能讓敵人不得動及能與對方通信)，當背包變換模式時可發揮過往所有（六部）背包同等性能，裝備背包時會裝備額外的裝甲，型號為BPMF-01。裝備的G-SELF機體不會變色，但當變換模式時會轉為不同顏色。
大氣圈模式(Atmospheric Mode):將機翼水平展開，以產生推進揚力以助大氣圈內飛行。使用該模式時G-SELF機體不會變色。
宇宙模式(Space Mode):將機翼向後集中推力以提高在宇宙時的機動性能，此模式為完全背包平時的模式。使用該模式時G-SELF機體不會變色。
反射模式(Reflector Mode):將機翼向左右兩端展開，機翼兩側張開後會出現虚擬反射板，將敵機的光束兵器無效化。使用該模式時G-SELF機體全身會轉為紫色。
機巧模式(Tricky Mode):將背包上端的翼狀零件分離並作出物理攻擊，類似於感應導彈。使用該模式時G-SELF機體不會變色。
高扭力模式(Torque Mode):使用時四肢追加的裝甲產生出I力場，利用I力場強化機體關節及格鬥時的衝擊力，並可只使用於手部或腳部。使用該模式時G-SELF機體全身會轉為綠色。
突擊模式(Assault Mode):將機翼向前伸展，機翼兩側張開並變成高出力光束砲，使用該模式時可單機突入大氣層。使用該模式時G-SELF機體全身會轉為紅色。
MSAM-033 鋼彈 G-ARCANE /鋼彈G奧秘/ G阿魯勤(港)（G-Arcane）
艾達於海盜部隊裡的專用機，是G的奧秘之意，以「漢密士薔薇設計圖」製造出來的「G系統」MS。
搭載了高出力的大型對艦光束步槍，可以變形為MA形態。不過1號機規格來說無法變形，自啟動以來從未變形過MA型態。
24話加裝了正裝（フルドレス，Full Dress）推進器，每一個推進器上裝有能擴散光束的攔截式光線（共八個），更換頭部散熱器與大型對艦光束步槍。
VGMM-Gf10 鋼彈 G-LUCIFER /鋼彈G天魔/ G路西法(港)（G-Lucifer）
維納斯星團開發的「G系統」最新銳MS，有G的路西法之意，左大腿裝有兩把光束軍刀，後腰間裝備3支大型感應砲－裙甲感應砲（Skirt Funnel）。此感應砲的超級加農砲能用當G-Lucifer的推進器和大型光束軍刀使用，外裝十個光束砲也能變化光束軍刀。在26話娜拉雅發動該機體的月光蝶。
在茲特研究所的某區收納庫裡，被馬妮與蘿蕾度劫持成為捕獲一號機。駕駛艙的規格跟G-SELF一樣是通用型，非戰鬥員也能駕駛。
駕駛艙裡有三個座位，前一位後兩位（前座是主要機身操作；後座是負責感應砲系統操作）。後面設有衛浴設備；前面能在太空直接與MS的駕駛艙無縫隙地連結。

### 中樞衛隊

#### MS
雷克汀（Recten）
工程量產型MS。主要用於檢查、維修中樞塔的工程用MS，亦是培訓學校的練習機，可加裝能作各種用途的特殊機械臂。
雷克斯諾（Recksnow）
戰鬥量產型MS。雷克汀戰鬥用定制的機體。腿部安裝了追加裝備可以做短暫懸停，也可以實現氣墊移動。

### 中樞軍

#### MS
CAMS-02 卡多西 / 卡達斯(港)（Catsith）
隸屬中樞軍的飛行型MS，背部有巨大的機翼，透過展開機翼能得到飛行能力。
CAMS-03 艾爾夫 布魯克 / 艾爾夫・布露克(港)（Elf Bullock）
根據艾爾夫布露的測試結果制造的量産型機體，飛行形態可裝備大型推進器，可以應對長距離的作戰行動。
艾爾夫 布魯 / 艾爾夫・布露(港)（Elf Bull）
可變試作型MS。艾爾夫布露克的試作機，可變MS，由德蘭森大尉駕駛。
CAMS-04 巫夏 / 護剎(港)（Wuxia）
量產型MS。中樞軍開發的新銳量産型MS，碧加大尉在米加梵納追擊戰中駕駛。
CAMS-05 馬克刀 / 麥克刀(港)（Mack Knife）
中樞軍爲宇宙戰用開發的新機體，具有很高的機動性與格鬥戰能力。皇牌專用機為紅色，一般機為黃色，在頭部的設計上也有所分別。
比夫隆（Bifron）
宇宙戰型MS。多烈特軍提供給中樞軍的異形MS，芭拉娜作爲測試駕駛員搭乘。
VGMM-Git01 克巴迦利 / 卡巴迦利(港)（Kabakali）
高速中距離型MS，原稱呼G-IT。茲特部隊提供給鐵面部隊的最新型MS。卡巴迦利意思是指昆塔拉的靈魂安居之地的守護神，由鐵面上尉所命名。手背能發出光束軍刀，背部推進器內藏光束環刃，能當像溜溜球一樣操控。可以單機突入大氣層。

#### MA
G-獵犬 /G-妖精/ G勒赫(港)（G-Rach）
宇宙戰型MA。茲特部隊開發的MA。米加梵納得到後又由馬妮帶到了宇宙加蘭登中交給鐵面上尉。後裙甲配置了數個浮游砲。
世界樹 / 尤克特拉希爾 (港)（Yggdrasil）
要塞型MA。茲特部隊制造的金字塔型巨大MA。最大武器是擁有極長射程和廣大的攻擊範圍的光束Tender Beam。

#### 運輸機
單體飛行氈(港)、達貝（Single F-Rug, Doubey）
SFS。将MS运送到战区且能辅助战斗的支援机。單體飛行氈能搭载一台MS，達貝能搭载两台。
蘭格拜因 / 朗格賓(港)（Langebein）
SFS。中樞軍的新型運輸機，高速機車型單機運輸機，機前端搭載超級加農砲。

#### 戰艦
加蘭典 / 加蘭登(港)（Garanden）
宇宙型戰艦。中樞軍假面部隊的母艦，大氣圈推進器割離後作爲宇宙加蘭登運用。
布魯金 / 布魯捷(港)（Bruzin）
宇宙型戰艦。中樞軍最新銳母艦，主要機型為護剎。

### 海盜部隊

#### MS
GH-001 格里摩亞(港)（Grimoire）
海盜部隊使用的量產型MS，以光束衝鋒槍為武器。腹部駕駛艙部份可分離成逃生艙。
MSAM-YM03 蒙特羅 / 蒙德羅(港)（Montero）
以單機長距移動為目的開發的MS，古廉·尼克專用的藍色塗裝MS，裝備了被稱為光束標槍的特殊武器。
量產機的機體顏色是綠色，武裝與標準型一樣。

#### 戰艦
梅格法納 / 米加梵納(港)（Megafauna）
萬能型戰艦。亞美利亞軍進軍宇宙，初期建造的宇宙航行艦。並僞裝成海盜部隊戰艦，由唐耶爾・托斯艦長擔任。

### 亞美利亞軍

#### MS
哲罕南（Jahannam）
量產型MS。亞美利亞軍的量産型機動戰士，根據多種任務需要准備了豐富的裝備。
赫卡特 / 赫卡廸(港)（Hecate）
宇宙標準型MS。亞美利亞軍的新型MS。美克・積克執行運輸任務時用的粉紫色塗裝MS，裝備了特殊武裝等離子步槍。宇宙裡能使用可拋棄式的棺桶BIT，6個的立方體會變形成小型機器人，發射攪亂光束的擴散光線。
MSAM-034 哲罕南宇宙型 / 宇宙哲罕南(港)（Space Jahannam）
亞美利亞軍爲宇宙戰准備、以哲罕南爲基礎設計的新型機。
MSAM-034a 哲罕南宇宙型（古寧・尼克專用機） / 宇宙哲罕南 古廉・尼克專用機(港)（Space Jahannam（Klim Nick Use））
亞美利亞軍爲宇宙戰准備、以哲罕南爲基礎設計的新型機。藍色機是古廉專用機，頭部追加了指揮官機用刃狀天線。
崔尼提 / 崔尼迪(港)（Trinity）
宇宙戰型MS。茲特研究所開發的宇宙用MS，讓渡給亞美利亞軍。由美克・積克搭乘駕駛。雙手和三腳全部都是由有線感應砲所構成，機體的控制非常依賴駕駛員的空間掌握能力。
VGMM-La01b 達哈克 / 達克古(港)（Dahack）
MA達瑪內藏的機體，雙手掌能釋放光束盾進行防禦及產生I力場吸收對手光束，背後的四個武裝手臂裝有光束發生器以光束軍刀/光束槍行使攻擊。

#### MA
裝甲薩鋼 / 裝甲薩根(港)（Armorzagan）
空戰型MA。亞美利亞軍建造的大型MA，可變形為MS型態。作爲測試機，借實地試驗兼投入戰場。
VGMM-La01a 達瑪（Dharma）
長距離航行型MA。基特研究所開發的MA。讓渡給亞美利亞軍，由古廉・尼克搭乘駕駛。達瑪是MS達哈克的外裝機體。其本身是用以進行長距離航行用的耐熱・耐衝擊外殼製造。

#### 戰艦
沙羅曼達（Salamandra）
宇宙型戰艦。亞美利亞軍新造航宙艦沙羅曼達級一號艦。MS部隊隊長的古廉作爲戰鬥指揮官搭乘。船體顔色為紫色。
拉特拜森 / 拉特培冬(港)（Rattle-Python）
宇宙型戰艦。亞美利亞軍宇宙艦隊旗艦，司令官古薛安・蘇露甘搭乘。船體顔色為黃色。
恒河鱷 / 加比亞爾(港)（Gavial）
宇宙型戰艦。亞美利亞艦隊的加比亞爾級航宙艦。
毒蛇毒蛇 / 拜帕拜帕(港)（Viper Viper）
宇宙型戰艦。亞美利亞艦隊的拜帕拜帕級航宙艦。
鱷魚 / 古洛克戴爾(港)（Crocodile）
宇宙型戰艦。亞美利亞艦隊的古洛克戴爾級航宙艦。

### 永賀軍 / 多華申加

#### MS
莫蘭 / 摩蘭(港)（Moran）
宇宙量產型MS。多華申加的泛用MS。根據所屬、軍銜的不同，武裝也會有差異。王牌駕駛員洛克帕機施加了左手紅、頭與三手腳白、關節機身藍獨有的塗裝，林果的莫蘭因俘虜的關係漆成全身紅。
艾爾摩蘭 (港)（Elmoran）
武裝量產型MS。多華申加的泛用MS，重裝甲+重武裝的機體，多處配置了大型推進器，也擁有強大的機動性，比起莫蘭更能勝任防守任務。
薩 克 斯 / 渣古士(港)（Zacks）
量產防衛型MS。多華申加本國防衛隊使用的泛用型MS。腳部的爪子展開後能像手一樣抓取東西。
尼渥 / 雷奧頓(港)（Neodo）
量產工程型MS。從工程用MS發展而來的多用途MS，原本用來建設MS，是長久以來一直使用的MS，專用的熔接機能當做光束步槍使用。
蓋特拉修 / 佳特拉修(港)（Gaitrash）
特殊型MS。多華申加的新型MS。頭頂的環狀射線發生器能展開光束鬥篷，可以作爲攻防一體的武器。

#### 支援機
亞里卡特（Alincato）
支援機。多華申加使用的機動戰士用支援機。中央後部由一架MS操縱，左右由兩架MS引領能航行。武裝機頭的伸縮式炮塔能放出的火球狀的高輸出光束炮，側部裝備兩個大型爪裝備。

#### 戰艦
几內亞比索 / 畿內亞比紹(港)（Guinea Bissau）
宇宙型大戰艦。畿內亞比紹是單獨艦種，不存在同級艦，是集合了多華申加工業力的巨型戰艦。船體顔色為橙色和深綠色。
克諾索斯（Knossos）
宇宙型戰艦。多華申加艦隊的航宙艦，RC以來長期運用的艦種，值得信賴，多華申加的大量生産艦。船体颜色為黃绿色。

### 金星軍 / 維納斯軍

#### MS
波利基特 / 波里茲特(港)（Poligit）
量產型MS。羅薩里奧‧十的警衛隊用MS，維納斯軍的量産MS。
贊斯加特 / 渣斯格特(港)（Zansgato）
量產型MS。 維納斯星團的泛用量產型MS。

#### 戰艦
香芝神轎 / 卡施巴神輿(港)（Kashiba Mikoshi）
大型宇宙運輸艦。將光子電池從多華申加搬運至聖波特的大型宇宙船，是宇宙臍帶教的神體。在粉紅色的船身上，施加了各種華麗的裝飾。造型來自佛教的蓮花座。名字來源於「河岸場の神輿」，河岸場（カシーバ）是指太空港，神輿（ミコシ）是指太空船。
弦月船 / 新月船(港)（Crescent Ship）
大型宇宙運輸艦。將光子電池從生産地運送至多華申加的遠洋輸送船。船體爲綠色。造型來自伊斯蘭教的新月標志。搭載了雷肯頓碼識別系統，會對G-SELF產生反應。

### 基特團 / G-IT部隊(茲特部隊)

#### MS
VGMM-Gb03 G時神 / 茲艾安(港)（Gaeon）
由維納斯星團－茲特研究所開發的G系MS，搭載了高性能的光子電池。背後的攻守兼備的多功能背包BigArm組件能讓它發揮出高性，背包上的「手指」可作為可動式盾牌或分離為感應砲使用，其也兼具大氣團內飛行安定翼。
沒有傳統意義上的面部，改以弧面顯示屏代替，表情可按狀況而隨意改變。
VGMM-Sc02 G阿斯提瑪 / 茲亞斯提瑪(港)（Gastima）
由維納斯星團－茲特研究所開發的G系MS，使用兩把與光子電池直連的大型高出力光束軍刀。
左肩有光束盾產生裝置；右肩則3發光束炮與飛彈。
里基特 / 里茲特(港)（Re G-IT）
量產型MS。茲特研究所開發的通用MS，茲特部隊成員大量使用此機體。
茲寇基 / 茲哥基魔蟹 (港)（Z'Gocky）
水中戰型MS。海洋環裡的水中作業用MS。桾甲內藏一對機器手臂，在陸上和宇宙中也能使用。
馬茲拉斯達（Mazraster）
強攻型MS。失去茲錄特的君·遜所駕駛的MS，能將鞭狀的光束軍刀當成光束鞭自由自在的甩動。

#### MA
G洛特 / 茲錄特(港)（Grod）
G系統型MA。由維納斯星團－茲特研究所開發的G系MA，為對MS戰而專門設計，搭載了米諾夫斯基系統，專長太空中放出線控式機器臂，及用感應砲使出全方位攻擊。
康克迪維斯 / 海貝維納斯(港)（Conque de Venus）
重武裝型MA。由維納斯星團－茲特研究所開發的大型MA，中心部位的連接部能讓MS搭乘聯接，以便間接操作此機體。是架全身搭載大型光束兵器、I力場與特殊電磁波武器的強力MA，兩側各有一對可射出大型光劍的機械臂。

#### 戰艦
滿月船（Fullmoon Ship）
宇宙移民用運輸艦。茲特部隊爲了回歸地球運動而准備的行星間移民船。船體爲黃色。造型來自基督教的十字架。

## 用語
Regild Century（R.C.）復新世紀(港)
本作所屬時代，設定上為接續在宇宙世紀（U.C.）之後，正曆（C.C.）之前。
Gild為「鍍金」之意，時代改號的原因乃為紀念人們成功重建於宇宙世紀時被破壞的軌道電梯，為地球再一次帶來繁榮與安穩。
昆塔拉（クンタラ）
UC世纪末期被作为「應急糧食」的人種，在RC世纪中依然受到歧视。
宇宙脐带教（Scord教）
以轨道电梯为信仰的新兴宗教，Scord是Space Umbilical Cord的缩写。
中樞區（Capital Territory）
位於Elride大陸北部，連接加勒比海與亞馬遜河流域的地區國家。
中樞塔（Capital Tower）
宇宙世紀殘留下來的軌道電梯，於RC時代重建後成為連接中樞區與太空的橋樑。
因為是地球上唯一可以將光子電池運輸到地面的設施，久而久之成為了能給人類帶來富足的傳說聖地，受人崇拜。
大四葉城(港) (B-Clover)
中樞塔地面的設施，設於中樞區境內，被劃分成四區。
中心地區為都市，聖花学園、 中樞衛隊養成學校及機場等民生設施都在這裡。
另外也是軌道電梯運行局、大聖堂等重要設施的所在地。
冠艇 / 皇冠天梯(港)（Crown）
連接中樞塔兩端的交通工具，全高約60公尺的皇冠狀球體
根據用途有各種派生型，外型為球狀的是載人或載貨用，像開頂皇冠的則是負責載運MS和貨櫃。
底部裝有米諾夫斯基飄浮系統，沿著纜線移動。
中转站 / 空站(港)（Nut）
設置在中樞塔上的車站型設施，總數達144個。大小不一，基本為直徑1.3千米、高400公尺的環狀結構。
以米諾夫斯基飛行器維持滯空。
光子電池（Photon Battery）
RC時代地球圈的主要能源，對人類而言為未知之物。不同於現代的已知能源，光子電池的生成方式不是「採掘」或「製造」，而是經由中樞塔「收集」。
聖波特（ザンクト・ポルト）
轨道电梯顶端的巨型空间站，是宇宙脐带教的圣域，也是接受光子电池的运输港。
漢密士薔薇設計圖
對記載高度技術資料的統稱，只有一小撮人知道它們的存在。
有可能是宇宙世紀(UC時代)的遺物，大機率是聯邦的資料庫
永賀 / 多華申加(港)（トワサンガ）
月球背面的宇宙殖民地群。
金星地球圈 / 維納斯星團(港)（ビーナス・グロゥブ）
金星附近的宇宙殖民地群，是光子电池的生产地。

## 製作人員
取自於動畫官網的相關訊息。
- 原作：矢立肇、富野由悠季
- 總導演、劇本：富野由悠季
- 角色設計、作畫總監：吉田健一
- 機械設計：安田朗、刑部一平、山根公利
- 設計工作：小山重人、西村絹、剛田芝士、内田、沙倉拓實、倉島亞由美、桑名郁朗、中谷誠一
- 美術監督：岡田有章、佐藤步
- 色彩設計：水田信子
- 攝影監督：田中唯
- CG導演：藤江智洋
- 剪接：今井大介
- 音響監督：木村繪理子
- 音樂：菅野祐悟
- 音樂製作人：山田智子、長美郁、外村敬一
- 執行製作人：佐佐木新、丸山博雄
- 製作人：小形尚弘、前田俊博、菊川裕之
- 製作協力：創通、ADK
- 製作：日昇動畫、每日放送

## 主題曲

### 片頭曲
「BLAZING」（第1－13話）
作詞：水橋舞，作曲：阿部尚徳，編曲、主唱：GARNiDELiA
（第14－26話）
作詞：，作曲、編曲：菅野祐悟，主唱：May J.

### 片尾曲
「G」
作詞：井荻麟，作曲：菅野祐悟，主唱：

### 插曲
（第03話）
作詞：井荻麟，作曲：菅野祐悟，主唱：

## 各話列表
| 話數 | 日文標題 | 大陸標題           | 香港標題         | 劇本       | 分鏡                   | 演出              | 作畫監督                                                                      | 作畫監督                                                                      |
| 話數 | 日文標題 | 大陸標題           | 香港標題         | 劇本       | 分鏡                   | 演出              | 角色                                                                          | 機械                                                                          |
| ---- | -------- | ------------------ | ---------------- | ---------- | ---------------------- | ----------------- | ----------------------------------------------------------------------------- | ----------------------------------------------------------------------------- |
| 1    |          | 謎之機動戰士       | 神秘的機動戰士   | 富野由悠季 | 斧谷稔                 | 吉田健一 居村健治 | 倉島亞由美                                                                    | 橋本誠一、桑名郁朗 仲盛文、城前龍治                                           |
| 2    |          | G-Self啟動         | G-些路夫啟動     | 富野由悠季 | 斧谷稔                 | 森邦宏            | 柴田淳                                                                        | 桝田浩史                                                                      |
| 3    |          | 蒙特羅的壓力       | 蒙德羅的壓迫感   | 富野由悠季 | 斧谷稔                 | 綿田慎也          | 菱沼義仁                                                                      | 戶部敦夫                                                                      |
| 4    |          | 卡多西亂舞         | 卡達斯翻飛起舞   | 富野由悠季 | 斧谷稔                 | 吉澤俊一          | 可兒里未                                                                      | 高瀨健一                                                                      |
| 5    |          | 敵人是中樞軍       | 敵人是中樞軍     | 富野由悠季 | 斧谷稔                 | 越田知明          | 田頭真理惠                                                                    | 小松英司                                                                      |
| 6    |          | 強敵德蘭森         | 勁敵德蘭森       | 富野由悠季 | 斧谷稔 京田知己        | 龜井治            | 杉本幸子                                                                      | 中谷誠一                                                                      |
| 7    |          | 假面部隊的強襲     | 鐵面部隊突襲     | 富野由悠季 | 斧谷稔                 | 久藤瞬            | 豐田曉子                                                                      | 阿部邦博                                                                      |
| 8    |          | 父親、母親和假面   | 父親、母親與鐵面 | 富野由悠季 | 斧谷稔                 | 森邦宏 居村健治   | 柴田淳                                                                        | 城前龍治                                                                      |
| 9    |          | 梅格法納向南前進   | 米加梵納南下     | 富野由悠季 | 斧谷稔                 | 遠藤廣隆          | 高谷浩利                                                                      | 伊藤一樹                                                                      |
| 10   |          | 逃離中樞區         | 逃離中樞區       | 富野由悠季 | 荒木哲郎               | 荒木哲郎          | 江原康之                                                                      | 胡拓磨                                                                        |
| 11   |          | 闖入！宇宙戰爭     | 闖入宇宙戰爭     | 富野由悠季 | 斧谷稔 寺岡岩          | 吉澤俊一          | 菱沼義仁                                                                      | 戶部敦夫                                                                      |
| 12   |          | 佔據中樞塔         | 佔領中樞塔       | 富野由悠季 | 松尾衡                 | 松尾衡            | 可兒里未                                                                      | 高瀨健一                                                                      |
| 13   |          | 月球來客           | 來自月球的人     | 富野由悠季 | 斧谷稔 菱田正和        | 菱田正和          | 田頭真理惠                                                                    | 小松英司                                                                      |
| 14   |          | 宇宙、機動戰士對戰 | 宇宙與機動戰士戰 | 富野由悠季 | 斧谷稔 望月智充        | 越田知明          | 豐田曉子 杉本幸子                                                             | 阿部邦博                                                                      |
| 15   |          | 飛翔！向着永賀     | 飛向多華申加     | 富野由悠季 | 斧谷稔                 | 河村智之          | 玉川真吾                                                                      | 中谷誠一                                                                      |
| 16   |          | 貝爾利的戰爭       | 貝爾利的戰爭     | 富野由悠季 | 斧谷稔                 | 森邦宏            | 柴田淳 松川哲也                                                               | 城前龍治                                                                      |
| 17   |          | 艾達的決定         | 艾達的決定       | 富野由悠季 | 斧谷稔 牧野吉高        | 居村健治          | 黑崎知榮實 清水洋                                                             | 伊藤一樹                                                                      |
| 18   |          | 登上三日月         | 登上新月         | 富野由悠季 | 斧谷稔 吉澤俊一        | 吉澤俊一          | 菱沼義仁                                                                      | 戶部敦夫 片山學                                                               |
| 19   |          | 金星地球圈的一夥人 | 維納斯星團的部隊 | 富野由悠季 | 斧谷稔 越田知明        | 越田知明          | 吉田健一、桑名郁朗 倉島亞由美、橋本誠一                                       | 吉田健一、桑名郁朗 倉島亞由美、橋本誠一                                       |
| 20   |          | 有框架的宇宙       | 框架中的宇宙     | 富野由悠季 | 斧谷稔 森邦宏          | 水本葉月          | 可兒里未 柴田淳                                                               | 高瀨健一                                                                      |
| 21   |          | 海洋的重量         | 海水的重量       | 富野由悠季 | 斧谷稔 松尾衡          | 松尾衡            | 田頭真理惠                                                                    | 小松英司                                                                      |
| 22   |          | 地球圈再會         | 重聚地球圈       | 富野由悠季 | 斧谷稔 宮地昌幸        | 河村智之          | 杉本幸子 宮地昌幸                                                             | 松永辰 重田敦司                                                               |
| 23   |          | 新人類之聲         | 新類型人的聲音   | 富野由悠季 | 斧谷稔 高橋敦史        | 居村健治          | 玉川真吾                                                                      | 中谷誠一                                                                      |
| 24   |          | 宇宙萬花筒         | 宇宙萬花筒       | 富野由悠季 | 斧谷稔 重田敦司        | 吉澤俊一          | 柴田淳 黑崎知榮實 杉本幸子                                                    | 伊藤一樹 城前龍治                                                             |
| 25   |          | 穿越生死關頭       | 突破致命邊界     | 富野由悠季 | 斧谷稔 宮地昌幸        | 越田知明          | 菱沼義仁 可兒里未                                                             | 戶部敦夫 高瀨健一                                                             |
| 26   |          | 屹立于大地之上     | 站在大地上       | 富野由悠季 | 斧谷稔 森邦宏 宮地昌幸 | 森邦宏 松尾衡     | 吉田健一、桑名郁朗 中谷誠一、柴田淳 玉川真吾、田頭真理惠 黑崎知榮實、城前龍治 | 吉田健一、桑名郁朗 中谷誠一、柴田淳 玉川真吾、田頭真理惠 黑崎知榮實、城前龍治 |

## 播放單位
日本深夜動畫：下文記載的日本国内播放時間使用日本標準時間（UTC+9）表示。因為部分時間标识會採用30小时制，因此請留意这类超过24:00的时间，其實際播放時間為翌日清晨。
| 播放地區   | 播放電視台    | 播放日期                     | 播放時間（UTC+9）         | 所屬聯播網          | 備註                                            |
| ---------- | ------------- | ---------------------------- | ------------------------- | ------------------- | ----------------------------------------------- |
| 近畿廣域圈 | 每日放送      | 2014年10月2日－2015年3月26日 | 星期四 25時49分－26時19分 | 日本新聞網          | 製作電視台 Animeism第1部分 第1話及第2話連續播放 |
| 關東廣域圈 | TBS電視台     | 2014年10月3日－2015年3月27日 | 星期五 25時55分－26時25分 | 日本新聞網          | 第1話及第2話連續播放                            |
| 中京廣域圈 | 中部日本放送  | 2014年10月3日－2015年3月27日 | 星期五 26時37分－27時07分 | 日本新聞網          | 第1話及第2話連續播放                            |
| 日本全國   | BS-TBS        | 2014年10月4日－2015年3月28日 | 星期六 24時00分－24時30分 | 日本新聞網 衛星電視 | 第1話及第2話連續播放                            |
| 日本全國   | d Anime Store | 2014年10月5日－2015年3月29日 | 星期日 12時00分 更新      | 網路電視            | 第1話及第2話同步上載                            |
| 日本全國   |               | 2014年10月7日－2015年3月31日 | 星期二 12時00分 更新      | 網路電視            | 第1話及第2話同步上載                            |
| 日本全國   | 萬代頻道      | 2014年10月12日－2015年4月5日 | 星期日 12時00分 更新      | 網路電視            | 第1話及第2話同步上載                            |
| 日本全國   | BS11          | 2015年1月4日－6月28日        | 星期日 19時30分－20時00分 | 衛星電視            | 「ANIME+」節目                                  |
| 日本全國   | Animax        | 2015年2月23日－8月17日       | 星期一 19時00分－19時30分 | 衛星電視            | 有重播                                          |

| 播放地區 | 播放單位 | 播放日期                     | 當地播放時間                                                    | 所屬聯播網            | 備註                                                             |
| -------- | -------- | ---------------------------- | --------------------------------------------------------------- | --------------------- | ---------------------------------------------------------------- |
| 中國大陸 | 優酷網   | 2014年10月2日－2015年3月26日 | 星期四 27時19分 更新                                            | 網絡電視              | 第1、2話同步上載                                                 |
| 中國大陸 | 土豆網   | 2014年10月2日－2015年3月26日 | 星期四 27時19分 更新                                            | 網絡電視              | 第1、2話同步上載                                                 |
| 台灣     | 中視     | 2016年8月1日－9月5日         | 星期一至五 18時00分－18時30分                                   | 有線電視、中華電信MOD |                                                                  |
| 香港     | J2       | 2016年8月17日－12月17日      | 星期三、四 24時05分－24時35分 10月15日起週六 23時45分－24時15分 | 數碼地面電視          | 10月29日 24:15－24:45 11月5日 23:50－24:20 11月26日 24:05－24:35 |

| 每日放送 Animeism第1部 星期四 25:49－26:19 節目 | 每日放送 Animeism第1部 星期四 25:49－26:19 節目        | 每日放送 Animeism第1部 星期四 25:49－26:19 節目 |
| ----------------------------------------------- | ------------------------------------------------------ | ----------------------------------------------- |
|                                                 | 高達 Reconguista in G （2014年10月2日－2015年3月26日） |                                                 |
| Persona4 the Golden ANIMATION                   | 銀河騎士傳 第九行星戰役                                |                                                 |

| 中視 星期一至五 18:00－18:30 節目 | 中視 星期一至五 18:00－18:30 節目              | 中視 星期一至五 18:00－18:30 節目 |
| --------------------------------- | ---------------------------------------------- | --------------------------------- |
|                                   | 鋼彈 Reconguista in G （2016年8月1日－9月5日） |                                   |
| 健康總動員 （18:00－19:00）       | 機動戰士鋼彈 鐵血孤兒                          |                                   |

| J2 星期三、四 24:05－24:35 節目 10月15日起星期六 23:45－24:15 10月29日 24:15－24:45 11月5日 23:50－24:20 11月26日 24:05－24:35 | J2 星期三、四 24:05－24:35 節目 10月15日起星期六 23:45－24:15 10月29日 24:15－24:45 11月5日 23:50－24:20 11月26日 24:05－24:35 | J2 星期三、四 24:05－24:35 節目 10月15日起星期六 23:45－24:15 10月29日 24:15－24:45 11月5日 23:50－24:20 11月26日 24:05－24:35 |
| --- | --- | --- |
| | 高達G之復興 （2016年8月17日－12月17日）                                                                                        | |
| 記錄的地平線II | 新城勁爆頒獎禮2016 | |

## 劇場版
2017年4月，富野应邀参加意大利的动漫活动 "Romics "时，提到他正计划制作一部基于电视剧的五部劇場电影，2018年11月，在 "机动战士高达40周年纪念项目 "的一次发布会上，官方宣布带有新剪辑的剧场版动画将于2019年发布。电视动画中的 "Gundam"一词在标题中被省略。
| 話數 | 標題                                    | 腳本   | 演出              | 作畫監督          | 上映日期       |
| ---- | --------------------------------------- | ------ | ----------------- | ----------------- | -------------- |
| I    | 鋼彈Reconguista in G I 去吧!核心戰機    | 斧谷稔 | 吉澤俊一          | 吉田健一 桑名郁朗 | 2019年11月29日 |
| II   | 鋼彈Reconguista in G II 貝爾利進擊      | 斧谷稔 | 吉澤俊一          | 吉田健一 桑名郁朗 | 2020年2月21日  |
| III  | 鋼彈Reconguista in G III 來自宇宙的遺產 | 斧谷稔 | 吉澤俊一          | 吉田健一 桑名郁朗 | 2021年7月22日  |
| IV   | 鋼彈Reconguista in G IV 激鬪吶喊的愛    | 斧谷稔 | 吉澤俊一 進藤陽平 | 吉田健一 桑名郁朗 | 2022年7月22日  |
| V    | 鋼彈Reconguista in G V 越過死亡線       | 斧谷稔 | 吉澤俊一          | 吉田健一 桑名郁朗 | 2022年8月5日   |

## 外部連結
- 鋼彈 Reconguista in G官方網站 （页面存档备份，存于） （日語）
- 鋼彈 Reconguista in G每日放送動畫官網 （页面存档备份，存于） （日語）
- 鋼彈 Reconguista in G官方的X（前Twitter）（日語）
- 互联网电影数据库（IMDb）上《GUNDAM G之复国运动》的资料（英文）
- 豆瓣电影上《GUNDAM G之复国运动》的資料 （简体中文）

| 前任： GUNDAM創戰者                  | GUNDAM Reconguista in G        | 繼任： 機動戰士GUNDAM 鐵血的孤兒 |
| 前任： ∀鋼彈（正曆 Correct Century） | 里基路德世纪（Regild Century） | 繼任： -/-                       |

1. ↑  出自『夜のG-レコ研究会 〜富野由悠季編〜』2015年8月27日。